# 21825 Zhangyizhong
21825 Zhangyizhong este un asteroid din centura principală de asteroizi.

## Descriere
21825 Zhangyizhong este un asteroid din centura principală de asteroizi. A fost descoperit pe 2 octombrie 1999 la Socorro, New Mexico, în cadrul proiectului LINEAR. Asteroidul prezintă o orbită caracterizată de o semiaxă mare de 2,41 ua, o excentricitate de 0,17 și o înclinație de 1,6° în raport cu ecliptica.